# Иванов, Алексей Алексеевич (лыжник)
Алексей Алексеевич Иванов (род. 17 мая 1980 года в Витебске, СССР) — белорусский лыжник, участник Олимпийских игр в Ванкувере.

## Биография
В Кубке мира Иванов дебютировал в 2005 году, в декабре 2006 года впервые попал в тридцатку лучших на этапе Кубка мира, в эстафете. Всего на сегодняшний момент имеет 3 попадания в тридцатку лучших на этапах Кубка мира, все в эстафете. В личных гонках на этапах Кубка мира Иванов не поднимался выше 39-го места и очков в зачёт Кубка мира не набирал.
На Олимпиаде-2010 в Ванкувере, стартовал в трёх гонках: 15 км свободным стилем — 60-е место, дуатлон 15+15 км — 48-е место, масс-старт 50 км — 45-е место.
За свою карьеру принимал участие в двух чемпионатах мира, лучший результат — 13-е место в эстафете на чемпионате мира 2007 года, а в личных гонках 36-е место в масс-старте на 50 км на том же чемпионате.